# Антуан Лоран Аполлінер Фе
Антуан Лоран Аполлінер Фе (фр. Antoine Laurent Apollinaire Fée; 1789–1874) — французький ботанік і міколог.

## Біографія
Антуан Лоран Аполлінер Фе народився 7 листопада 1789 року у французькій комуні Ардант. Працював помічником військового лікаря під час наполеонівського походу в Іспанію у 1809 році. З 1815 року навчався в Страсбурзькій школі фармації. У 1823 році Фе познайомився з К. Г. Персоном. У 1824 році Аполлінер став членом Паризької медичної академії. З 1825 року ботанік працював професором у військовому госпіталі Валь-де-Грас. З 1832 року викладав у Страсбурзькому ботанічному інституті та був директором місцевого ботанічного саду. У травні 1833 року Фе отримав ступінь доктора медицини. У 1871 році Аполлінер переїхав до Парижа. У 1874 році Фе був обраний президентом Французького ботанічного товариства. 21 травня 1874 Аполлінер Фе помер.
Місцезнаходження основної частини гербарію А. Фе достовірно не встановлено. Його гербарій, створений на основі гербарію садівника Клода Рішара, доповненого зразками Антуана Рішара і Жана-Пьєра Бержере, зберігався у Ботанічному інституті у Страсбурзі (STR), де він відсутній. Частину гербарію Фе передав Федеральному університетові Ріо-де-Жанейро (R), однак вона була загублена. За даними І. Урбана, частина зразків з Бразилії була придбана разом з гербаріями Е. Коссона та Х. А. Ведделла Паризьким музеєм природознавства (P, PC). Лишайники Фе, ймовірно, знаходяться в Женевському ботанічному саду (G), мохи — у Лондонському музеї природознавства (BM). За даними К. У. Доджа, багато зразків А. Фе знаходяться у Ботанічному саду Ріо-де-Жанейро (RB). Зразки, підписані Фе, виявлені в багатьох гербаріях.

## Деякі наукові книги

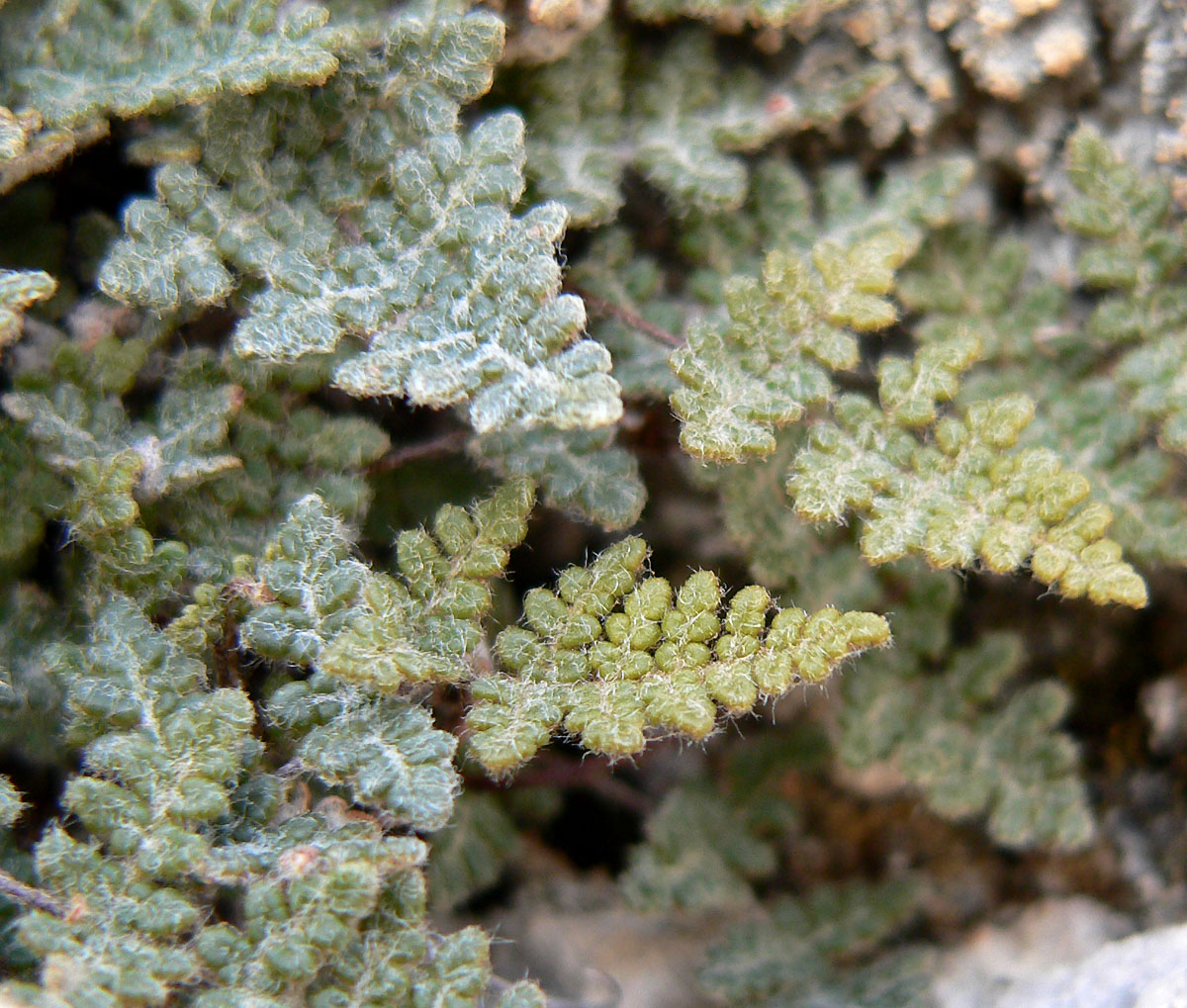

- Fée, A.L.A. (1822). Flore de Virgile. 252 p.
- Fée, A.L.A. (1824—1837). Essai sur les cryptogames des écorces exotiques officinales. 2 vols.
- Fée, A.L.A. (1832). Vie de Linné. 379 p.
- Fée, A.L.A. (1866). Histoire des fougères et des Lycopodiacées des Antilles. 164 p.
- Fée, A.L.A. (1869—1873). Cryptogames vasculaires. 2 parts.

## Роди, названі на честь А. Л.А.Фе
- Feaea Spreng., 1826 [syn.  Selloa Kunth, 1818, nom. cons.]
- Feea Bory, 1824 [syn.  Trichomanes L., 1753, nom. cons.]